# Daniel Romera Andújar
Daniel «Dani» Romera Andújar (Almeria, Andalusia, 23 d'agost de 1995) és un futbolista professional andalús que juga pel Real Múrcia com a davanter.

## Carrera de club
Romera va acabar la seva formació al planter de la UD Almería, després d'haver començat a la UCD La Cañada Atlético. Va debutar com a sènior amb l'equip B la temporada 2011–12, a la segona divisió B.
El 27 d'abril de 2013 Romera va marcar un hat-trick en una victòria a casa per 5–2 contra La Roda CF. El 30 de novembre va debutar a La Liga i amb el primer equip, jugant els darrers 19 minuts en una derrota per 1–3 a fora contra el Celta de Vigo.
Romera va jugar el seu segon partit amb el primer equip el 5 de desembre de 2014, en una victòria per 4-3 a fora a la Copa del Rei de futbol 2014–15 contra el Reial Betis: va substituir Teerasil Dangda, i va marcar un gol que fou posteriorment anul·lat. Va jugar el seu segon partit de lliga el 17 de gener de l'any següent, només quatre minuts en una derrota per 2–3 contra el València CF.
El 21 de setembre de 2015 Romera va signar un contracte per tres anys amb el FC Barcelona B també de la segona divisió B.